# Pfälzer Kampfhuhn
Pfälzer Kampfhühner sind eine Haushuhnrasse, die in den 1990er Jahren in Rheinland-Pfalz aus Modernen Englischen Kämpfern und Malaien erzüchtet wurde.